# Thái Sử Từ
Thái Sử Từ (chữ Hán: 太史慈; 166-206) là tướng cuối thời Đông Hán, đầu thời Tam Quốc trong lịch sử Trung Quốc.

## Giúp quận thú
Thái Sử Từ có tên tự là Tử Nghĩa (子義), người huyện Hoằng, quận Đông Lai.
Từ lúc trẻ tuổi, Thái Sử Từ đã thông minh, hiếu học, có chí lớn, được giữ chức Tấu tào sử trong quận. Năm 186, viên Thái thú trong bản quận của Thái Sử Từ mâu thuẫn với viên Châu mục, triều đình không dàn hòa nổi, bèn ra lệnh ai dâng tấu chương nói rõ việc này trước thì người đó được xem là có ưu thế.
Biểu chương của Châu mục xong trước, đã gửi đi, còn quận thú loay hoay mãi mới chọn được Thái Sử Từ để giao việc.
Thái Sử Từ đi ngày đêm đến kinh đô Lạc Dương, vào nhà khách để đợi. Trong nhà khách ông thấy sứ giả của viên Châu mục đã đến trước, chuẩn bị đến lượt được đệ trình lên viên Tư mã - người phụ trách nhà khách của triều đình. Thái Sử Từ không lộ vẻ hốt hoảng, lại gần làm quen với sứ giả của Châu mục rồi hỏi dò việc dâng tấu chương. Sứ giả thật thà nói hết. Thái Sử Từ dọa ông ta nên cẩn thận trong lời lẽ tấu trình triều đình và tỏ ý muốn xem hộ để sửa chữa giúp. Viên sứ giả không nghi ngờ gì bèn đưa tấu chương cho ông xem. Ông rút luôn dao nhỏ trong người ra rạch nát tấu chương.
Viên sứ giả làm ầm ĩ lên, Thái Sử Từ khuyên ông ta đằng nào làm mất tấu chương cũng bị tội, nên rủ ông ta cùng trốn. Viên sứ giả tin là thật, vội cùng Thái Sử Từ trốn khỏi Lạc Dương. Ra khỏi thành được một quãng, ông chia tay viên sứ giả rồi lén quay trở lại kinh thành dâng tấu chương của Thái thú lên. Vì vậy triều đình xử Thái thú thắng trong vụ này.
Vì vụ việc này Thái Sử Từ trở nên nổi tiếng, do đó viên Châu mục rất hận ông. Sợ bị trả thù, ông bỏ trốn đến Liêu Đông.

## Cứu Khổng Dung
Danh sĩ Khổng Dung làm tướng quốc nước Bắc Hải, nghe tiếng Thái Sử Từ muốn kết giao. Nhiều lần Khổng Dung đến thăm và biếu quà cho mẹ ông.
Lực lượng Khăn Vàng hoạt động mạnh trong vùng. Để đề phòng, Khổng Dung điều quân ra đóng ở Đô Xương, liền bị tướng Khăn Vàng là Quản Hợi bao vây. Đúng lúc đó Thái Sử Từ trở về nhà. Nghe lời mẹ, ông phóng ngựa đến thành Đô Xương, nhân lúc quân Quản Hợi lơi lỏng bèn vượt vòng vây vào trong thành gặp Khổng Dung.
Khổng Dung muốn cầu viện Lưu Bị ở Bình Nguyên, bèn cử Thái Sử Từ cầm thư đi cầu cứu. Nhưng lúc đó quân Khăn Vàng vây thành rất chặt. Thái Sử Từ bèn dùng kế.
Ông xin Khổng Dung cho 2 kỵ binh, sai cầm bia đỡ tên. Trời sáng, ông đeo cung tên lên ngựa, mở cửa thành dẫn 2 kỵ binh đi ra. Quân Khăn Vàng tưởng Thái Sử Từ định phá vây, bèn điều động binh mã đến. Ông cưỡi ngựa đến bên hào thành, bảo 2 kỵ binh giơ khiên lên, rồi bắn 2 phát tên về hai phía. Tên trúng vào khiên. Xong 3 người trở vào thành.
Đến hôm sau ông lại làm như vậy. Sang sáng ngày thứ ba, ông lại làm một lần nữa. Quân Khăn Vàng thấy Thái Sử Từ có vẻ không muốn ra, nên không để ý nữa. Nhân lúc lơi lỏng, ông phóng ngựa chạy như bay. Khi quân Khăn Vàng phát hiện ra thì đã muộn. Mấy người đuổi theo đều bị ông bắn tên ngã ngựa.
Thái Sử Từ đến Bình Nguyên, gặp Lưu Bị cầu cứu. Lưu Bị nhận lời, mang 3000 quân lại cứu Khổng Dung. Quân Khăn Vàng thấy có viện binh bèn rút lui. Khổng Dung qua được nạn đó càng quý trọng Thái Sử Từ.

## Giao chiến với Tôn Sách
Thứ sử Dương châu là Lưu Do có quen với Thái Sử Từ. Ông đến Khúc A gặp Lưu Do đúng lúc Tôn Sách mang quân đánh Lưu Do. Có người khuyên Lưu Do phong Thái Sử Từ làm đại tướng đối phó với Tôn Sách nhưng Lưu Do lại coi thường ông, cho rằng ông chưa có uy tín, chỉ cho làm do thám.
Trong lúc Thái Sử Từ đi do thám cùng một kỵ binh, đến Thần Đình thì gặp Tôn Sách cùng 13 kỵ binh hộ vệ. Thái Sử Từ liều chết chiến đấu cùng Tôn Sách. Hai người đánh nhau dữ dội. Tôn Sách tóm được yên ngựa, lột được áo bào của ông, còn ông cũng lấy được mũ của Tôn Sách. Khi đang đánh nhau hăng thì quân sĩ hai bên cùng kéo đến, hai người mới buông nhau ra.
Tôn Sách đánh Lưu Do ngày càng chiếm ưu thế, chỉ còn vùng phía tây huyện Kinh chưa hàng phục. Thái Sử Từ bèn mang quân đóng ở huyện Kinh, nhiều người Sơn Việt đến quy phục. Tôn Sách đích thân mang quân đến đánh, Thái Sử Từ bại trận và bị bắt.
Tôn Sách tỏ ý ngưỡng mộ ông dụ hàng. Ông bèn hàng Tôn Sách, được phong làm Chiết xung trung lang tướng.

## Phò họ Tôn
Sau đó Tôn Sách đánh Lưu Do, chiếm được Khúc A. Lưu Do bỏ chạy tới quận Dự Chương nhờ thái thú Hoa Hâm, sau đó lâm bệnh qua đời (198). Hơn 1 vạn quân của Lưu Do chạy tản mát. Tôn Sách muốn Thái Sử Từ đi chiêu mộ họ và làm thêm 2 việc: thăm dò thái độ của Hoa Hâm - thủ hạ của Lưu Do làm Thái thú Dự Chương, còn đang trấn giữ thành, mặt khác quan tâm tới gia quyến Lưu Do. Nhiều thủ hạ của Tôn Sách cho rằng ông sẽ bỏ trốn theo Hoàng Tổ ở Giang Hạ hoặc bày mưu cho Hoa Hâm chống lại Tôn Sách, nhưng Tôn Sách rất tin tưởng ông, cho rằng nhất định sẽ quay lại. Ông hẹn với Tôn Sách sẽ trở về sau 60 ngày.
Nhiều người vẫn bàn tán Thái Sử Từ sẽ đi hẳn. Nhưng Thái Sử Từ không phụ Tôn Sách. Cuối cùng ông trở lại đúng hẹn, tập hợp được nhiều quân sĩ trở về, và báo cho Tôn Sách biết Hoa Hâm chỉ là người yên phận có thể chiêu dụ. Tôn Sách mang quân tới gần thành Dự Chương, sai Ngu Phiên vào dụ Hoa Hâm đầu hàng. Quả nhiên Hoa Hâm chịu hàng. Vì việc này Tôn Sách càng tín nhiệm ông.
Cháu Lưu Biểu là Lưu Bàn có thế lực khá mạnh, ở giáp địa giới với Tôn Sách. Tôn Sách cho Thái Sử Từ là đô úy huyện Kiến Xương, lập doanh trại ở Hải Môn chống Lưu Bàn. Từ đó Lưu Bàn không dám sang xâm phạm.
Sau đó ông cùng Tôn Sách đi đánh Ma Đãi Bảo Đôn. Có quân lính bên địch trèo lên đài cao ôm cột chửi bới. Thái Sử Từ lắp tên bắn một phát, tên xuyên qua tay tên lính cắm chặt vào cột nhà. Mọi người đều khen ông bắn giỏi.
Tôn Sách chết (200), Tôn Quyền lên thay, tiếp tục dùng ông cai quản khu vực phía nam để chống Lưu Bàn.
Năm 206, Thái Sử Từ lâm bệnh qua đời, thọ 41 tuổi. Trước khi qua đời ông rất tiếc vì mình chưa lập được công trạng lớn.

## Đánh giá
Thái Sử Từ được xem là người có cơ trí, uy dũng xuất chúng, coi trọng giữ chữ tín, được người đời khen ngợi.

## Trong Tam Quốc diễn nghĩa
Thái Sử Từ xuất hiện trong tiểu thuyết Tam Quốc diễn nghĩa từ hồi 11 đến hồi 53. Những sự kiện nổi bật gắn với hoạt động của ông là cứu Khổng Dung, đánh nhau với Tôn Sách (hồi 15).
Việc Thái Sử Từ bắn tên trúng tay người chửi mắng quân Tôn Sách được La Quán Trung mô tả là một viên tướng của Nghiêm Bạch Hổ - người tranh chấp Giang Đông với Tôn Sách. Trong tiểu thuyết, viên tỳ tướng này cầm thanh ván và bị Thái Sử Từ bắn tên trúng tay dính chặt vào thanh ván.
Cái chết của ông được hư cấu về thời gian. Theo đó, Thái Sử Từ mất năm 209 sau trận Xích Bích (cũng được ghi là "41 tuổi"), khi theo Tôn Quyền đánh Hợp Phì, bị tướng của Tào Tháo là Trương Liêu đánh bại – ông bị trúng tên và qua đời. Trên thực tế, Thái Sử Từ đã mất năm 206 trước trận Xích Bích.